# 関ジャニ'sエイターテインメント ジャム
- SUPER EIGHTのライブ一覧 > 関ジャニ'sエイターテインメント ジャム
- ジャム > 関ジャニ'sエイターテインメント ジャム

『関ジャニ'sエイターテインメント ジャム』（かんジャニズ エイターテインメント ジャム）は、2017年7月15日から同年9月10日にかけて開催された関ジャニ∞のライブツアー。2018年3月7日にINFINITY RECORDSから17枚目のライブDVD/Blu-rayとして発売された。

## 概要

### ライブツアー
- 本ツアーは、2017年7月15日から同年9月10日にかけて開催された、自身の9thアルバム『ジャム』を引っさげたライブツアーである[16][17][18][19][20][21][22]。
- 自身初の夏の5大ドームツアーであり、5年連続通算6度目の5大ドームツアーである[16][17][21]。
- 1年間（本ツアーは10か月）に2度の5大ドームツアーを開催するのは、日本音楽史上初である[17][18][19]。
  - この快挙に対して渋谷すばるは、「短い期間で5大ドームを続け100万人以上の人に見てもらえるのは一生に一回あるかないかの経験」[18]、「誰にでもできることではない。感謝の思いを胸にやりきりたい」とコメントした[19]。
- 本ツアーでは、全14公演で計65万人、同名タイトルを冠した前ツアー『関ジャニ'sエイターテインメント』を合わせると全28公演で計140万人を動員した[17][18][19][26][20]。
- 本ツアーで、2007年開催の『関ジャニ∞ えイトっ!ホンマ!?ビックリ!!ドームコンサート in OSAKA』からのドーム公演の開催回数が、通算100回を突破した[20][27][22]。
  - これは、ジャニーズ事務所所属のアーティストでは、SMAP、KinKi Kids、嵐に次いで4組目の快挙となった[27][22]。
- 2018年にメンバーの渋谷すばるが関ジャニ∞としての活動を終えた為、7人体制での最後のツアーとなった[28][29]。
- 本ツアーは、前半はロックバンドとして演奏のみのライブ[注 4]、後半は80トンの水を使った噴水の演出やダンス等のエンターテインメントを全面に打ち出したライブといった、2部構成で行われた[20][21][22]。
  - 尚、前半のバンドスタイルでのセットリストは、同年5月に初出演した野外ロックフェス『TOKYO METROPOLITAN ROCK FESTIVAL 2017』のセットリストをベースにしたものとなっている[30]。
  - これは、同フェスがチケット完売後の出演発表だった為、フェスに参加出来なかったファンが多く居た事から、その様なファンにも観てもらいたいとセットリストが組まれた[30]。
  - 尚、同フェスで披露された「言ったじゃないか」と「LIFE〜目の前の向こうへ〜」のみ、本ツアーでは披露されていない。
- 2017年7月15日、本ツアーの初日である北海道・札幌ドーム公演で、自身の39thシングル『奇跡の人』の発売が発表された[31][32]。
- 同年8月16日、本ツアーの東京・東京ドーム公演で、村上信五がMCを務めるテレビ朝日系『今夜、誕生!音楽チャンプ』のレギュラー放送（当時）の開始が発表された[33][27]。

### 映像作品
- 前作『関ジャニ'sエイターテインメント』から約10か月振りのリリース。
- 本作はDVD初回限定盤、DVD通常盤、Blu-ray盤の3形態で発売。
- 2018年にメンバーの渋谷すばるが関ジャニ∞としての活動を終えた為、7人体制での最後のライブ映像作品となった[1]。
- 本作には、2017年9月10日に開催された福岡・福岡ヤフオク!ドーム公演2日目を収録[23][24][25]。
- DVD初回限定盤・Blu-ray盤には特典映像を収録した特典DVDまたはBlu-rayを付属。
  - DVD初回限定盤には、本項ツアーのメイキング映像や各会場のMCダイジェストを収録。
  - Blu-ray盤には、本編で「Never Say Never」の歌唱前に、会場ビジョンで流れていた企画映像『Never×Never』の全公演の映像や、同企画の下位2人（横山・丸山）の罰ゲーム『手錠ドミノ』と同映像をメンバー全員で鑑賞したスペシャルコメンタリーを収録。更に全4曲のマルチアングルも収録[23][24][25]。
- DVD初回限定盤には、先着購入特典として、オリジナル手帳『KANJANI∞ SCHEDULE BOOK 2018』を封入[23][34]。

#### 各形態概要
| 特典内容                                         | 形態          |
| ------------------------------------------------ | ------------- |
| 特典DVD（詳細は「#DVD初回限定盤」を参照）        | DVD初回限定盤 |
| 関ジャニ'sエイターテインメント ジャム特製BOX仕様 | DVD初回限定盤 |
| KANJANI∞ SCHEDULE BOOK 2018                      | DVD初回限定盤 |
| ライブフォトブック（40P）                        | DVD初回限定盤 |
| 特典Blu-ray（詳細は「#Blu-ray盤」を参照）        | Blu-ray盤     |

## 公演日程
| 年     | 月  | 日   | 開演時間 | 会場                          |
| ------ | --- | ---- | -------- | ----------------------------- |
| 2017年 | 7月 | 15日 | 17:00    | 札幌ドーム（北海道）          |
| 2017年 | 7月 | 20日 | 19:00    | 京セラドーム大阪（大阪府）    |
| 2017年 | 7月 | 21日 | 19:00    | 京セラドーム大阪（大阪府）    |
| 2017年 | 7月 | 22日 | 17:30    | 京セラドーム大阪（大阪府）    |
| 2017年 | 7月 | 23日 | 17:30    | 京セラドーム大阪（大阪府）    |
| 2017年 | 8月 | 4日  | 19:00    | ナゴヤドーム（愛知県）        |
| 2017年 | 8月 | 5日  | 18:00    | ナゴヤドーム（愛知県）        |
| 2017年 | 8月 | 6日  | 18:00    | ナゴヤドーム（愛知県）        |
| 2017年 | 8月 | 13日 | 18:30    | 東京ドーム（東京都）          |
| 2017年 | 8月 | 14日 | 18:30    | 東京ドーム（東京都）          |
| 2017年 | 8月 | 15日 | 18:30    | 東京ドーム（東京都）          |
| 2017年 | 8月 | 16日 | 18:30    | 東京ドーム（東京都）          |
| 2017年 | 9月 | 9日  | 17:00    | 福岡ヤフオク!ドーム（福岡県） |
| 2017年 | 9月 | 10日 | 17:00    | 福岡ヤフオク!ドーム（福岡県） |

## 販売形態
- 発売日：2018年3月7日
  - DVD初回限定盤（JABA-5249~5252：4DVD）
    - 関ジャニ'sエイターテインメント ジャム特製BOX仕様
    - ライブフォトブック（40P）封入
    - KANJANI∞ SCHEDULE BOOK 2018封入
    - 歌詞カード封入

  - DVD通常盤（JABA-5253~5254：2DVD）
  - Blu-ray盤（JAXA-5057~5058：2Blu-ray）
    - 5.1chサラウンド収録（Disc1のみ）

## チャート成績
- オリコンチャート
  - 2018年4月16日付の「オリコンデイリー DVDランキング」でデイリー1位を獲得した[1]。
  - 2018年4月16日付の「オリコンデイリー Blu-rayランキング」でデイリー1位を獲得した[1]。
    - 上記2つは、渋谷すばるの退所会見の翌日の売り上げ記録である[1]。

  - 初週13.6万枚を売り上げ、2018年3月19日付の「オリコン週間 DVDランキング」で週間1位を獲得した[2]。
    - 15作連続、通算16作目のDVD1位獲得となった[2]。
    - これにより、「DVD連続1位獲得作品数」が歴代2位を記録した[2]。

  - 初週8.0万枚を売り上げ、2018年3月19日付の「オリコン週間 Blu-rayランキング」で週間1位を獲得した[2]。
    - 自身のBlu-rayの最高初週売上を更新した[2]。
    - 10作連続、通算10作目のBlu-ray1位獲得となった[2]。
    - これにより、「Blu-ray連続1位獲得作品数」及び「DVD・Blu-ray同時1位連続獲得作品数」共に、オリコンチャート史上歴代1位を記録した[2]。

  - 初週13.6万枚を売り上げ、2018年3月19日付の「オリコン週間 ミュージックDVDランキング」で週間1位を獲得した[3]。
  - 初週8.0万枚を売り上げ、2018年3月19日付の「オリコン週間 ミュージックBlu-rayランキング」で週間1位を獲得した[4]。
  - 初週21.6万枚を売り上げ、2018年3月19日付の「オリコン週間 ミュージックDVD・Blu-rayランキング」で週間1位を獲得した[2]。
    - 8作連続、通算8目のミュージックDVD・Blu-ray1位獲得となった[2]。
    - これにより、「ミュージックDVD・Blu-ray通算1位獲得作品数」がPerfumeと並び、歴代1位タイを記録した[2]。

  - 累計154,843枚を売り上げ、2018年度「オリコン上半期 DVDランキング」で上半期2位を獲得した[5]。
  - 累計93,606枚を売り上げ、2018年度「オリコン上半期 Blu-rayランキング」で上半期2位を獲得した[6]。
  - 累計248,449枚を売り上げ、2018年度「オリコン上半期 ミュージックDVD・Blu-rayランキング」で上半期2位を獲得した[7]。
  - 累計154,843枚を売り上げ、2018年度「オリコン上半期 ミュージックDVDランキング」で上半期2位を獲得した[8]。
  - 累計93,606枚を売り上げ、2018年度「オリコン上半期 ミュージックBlu-rayランキング」で上半期1位を獲得した[9]。
  - 累計156,960枚を売り上げ、2018年度「オリコン年間 DVDランキング」で年間5位を獲得した[10]。
  - 累計96,739枚を売り上げ、2018年度「オリコン年間 Blu-rayランキング」で年間7位を獲得した[11]。
  - 累計253,699枚を売り上げ、2018年度「オリコン年間 ミュージックDVD・Blu-rayランキング」で年間5位を獲得した[12]。
  - 累計156,960枚を売り上げ、2018年度「オリコン年間 ミュージックDVDランキング」で年間5位を獲得した[13]。
  - 累計96,739枚を売り上げ、2018年度「オリコン年間 ミュージックBlu-rayランキング」で年間3位を獲得した[14]。

## 収録内容

### 本編映像（セットリスト）
※各DVD盤は、Disc 1にM-1~12、Disc 2にM-13以降を収録。
1. High Spirits
2. 勝手に仕上がれ
3. 宇宙に行ったライオン
4. 象
5. Traffic
6. 生きろ
7. 侍唄 (さむらいソング)
8. 夢への帰り道
9. Tokyoholic
10. S.E.V.E.N 転び E.I.G.H.T 起き
11. NOROSHI

〈MC〉
1. 奇跡の人
2. JAM LADY
3. 罪と夏
4. DO NA I
5. キング オブ 男!
6. なぐりガキBEAT
7. Answer / 横山裕・渋谷すばる・村上信五
8. ノスタルジア / 丸山隆平・安田章大・錦戸亮・大倉忠義
9. Sorry Sorry love
10. WASABI
11. えげつない

〈企画映像「Never×Never」〉
1. Never Say Never
2. ナントカナルサ
3. 前向きスクリーム!
4. 今

〈アンコール〉
1. 純情恋花火
2. パノラマ
3. ズッコケ男道
4. 青春のすべて

〈Wアンコール〉
1. 応答セヨ
2. I to U

〈エンドロール〉
- DVD初回限定盤・DVD通常盤
  - DO NA I "関ジャニ'sエイターテインメント ジャム" Remix
- Blu-ray盤
  - 今 "関ジャニ'sエイターテインメント ジャム" Remix

### 特典映像

#### DVD初回限定盤
| #         | タイトル                 | 作詞  | 作曲・編曲 | 時間  |
| --------- | ------------------------ | ----- | ---------- | ----- |
| 1.        | 「ツアーメイキング映像」 |       |            | 61:25 |
| 合計時間: | 合計時間:                | 61:25 |            |       |

| #         | タイトル           | 作詞  | 作曲・編曲 | 時間  |
| --------- | ------------------ | ----- | ---------- | ----- |
| 1.        | 「MCダイジェスト」 |       |            | 90:36 |
| 合計時間: | 合計時間:          | 90:36 |            |       |

#### Blu-ray盤
| #         | タイトル                                               | 作詞  | 作曲・編曲 | 時間  |
| --------- | ------------------------------------------------------ | ----- | ---------- | ----- |
| 1.        | 「奇跡の人」                                           |       |            | 12:48 |
| 2.        | 「JAM LADY」                                           |       |            | 9:18  |
| 3.        | 「Answer」(横山裕・渋谷すばる・村上信五)               |       |            | 3:45  |
| 4.        | 「ノスタルジア」(丸山隆平・安田章大・錦戸亮・大倉忠義) |       |            | 4:09  |
| 5.        | 「えげつない」(9月9日公演ver.)                         |       |            | 5:29  |
| 合計時間: | 合計時間:                                              | 35:29 |            |       |

| #         | タイトル                                        | 作詞   | 作曲・編曲 | 時間  |
| --------- | ----------------------------------------------- | ------ | ---------- | ----- |
| 1.        | 「Never×Never」(「Never Say Never」企画映像)    |        |            | 32:48 |
| 2.        | 「手錠ドミノ」(「Never×Never」罰ゲーム企画映像) |        |            | 91:23 |
| 合計時間: | 合計時間:                                       | 124:11 |            |       |

## グッズ
※出典を参照。
| グッズタイトル                             | 価格    |
| ------------------------------------------ | ------- |
| パンフレット                               | 2,200円 |
| ジャンボうちわ（個人7種）                  | 各600円 |
| ポスター（集合1種、個人7種）               | 各800円 |
| クリアファイル（集合1種、個人7種）         | 各600円 |
| オリジナルフォトセット（集合1種、個人7種） | 各800円 |
| オリジナルペンライト                       | 1,600円 |
| ショッピングバッグ                         | 2,000円 |
| Tシャツ                                    | 4,000円 |
| マフラータオル                             | 1,800円 |
| ボディシール                               | 500円   |
| ポーチ                                     | 1,500円 |
| CAP                                        | 2,000円 |
| スマートフォンカバー（マルチタイプ）       | 2,500円 |
| 折りたたみパラソル（晴雨兼用）             | 2,000円 |
| ワッペンシール（各会場ごと全5種）          | 600円   |